# Sara Shepard
Sara Shepard är en amerikansk författare, känd för bokserien Pretty Little Liars.

## Biografi
Shepard avlade examen från Downingtown West High School i Downingtown i Pennsylvania 1995, och fick sin grundexamen från New York University. Hon flyttade nyligen från Tucson, Arizona till Philadelphia med sin make och hund.Hon är även igenkänd inom bokkulturen att alltid signera böcker längst bak.

### BokserienPretty Little Liars
Shepard's bästsäljande bokserie Pretty Little Liars är "löst baserat på hennes upplevelser från uppväxten i Philadelphia." Böckerna följer fyra tonårstjejer som blir förföljda av en mystisk stalker som kallar sig för "A" som hotar att avslöja deras mörkaste hemligheter. ABC Family sänder en TV-serie som är baserad på böckerna, Pretty Little Liars med Lucy Hale, Ashley Benson, Troian Bellisario och Shay Mitchell i de fyra huvudrollerna. I Sverige så sänds serien på TV3. som även finns på netflix
1. Pretty Little Liars  (3 oktober 2006)[4]
2. Flawless (7 mars 2007)[5]
3. Perfect (21 augusti 2007)[6]
4. Unbelievable (27 maj 2008)[7]
5. Wicked (25 november 2008)[8]
6. Killer (30 juni 2009)[9]
7. Heartless (19 januari 2010)[10]
8. Wanted (8 juni 2010)[11]
9. Twisted (5 juli 2011)[12]
10. Ruthless (6 december 2011)[13]
11. Stunning (5 juni 2012)[14]
12. Burned (4 december 2012)[15]
13. Crushed (4 juni 2013) [16]
14. Deadly (3 december 2013)[17]
15. Toxic (3 juni 2014) [18]
16. Vicious (2 december 2014)[19]

### The Visibles
Shepard's första roman för vuxna, The Visibles, publicerades den 5 maj 2009. Publishers Weekly kallade den "tätt byggd och fängslande ... komplicerad, givande och full av hjärta," och tillade att "Shepard skapar en riklig upplevelse för läsaren och ryggar ifrån enkla svar och lyckliga slut."

### BokserienThe Lying Game
I januari 2010 tillkännagav Shepard att hennes nästa serie efter Pretty Little Liars skulle bli en annan thriller serie  som kallades för The Lying Game. Den handlar om två tvillingsystrar som separerades vid födseln.
ABC Family har spelat in en TV-serie som är baserad på böckerna, The Lying Game.
1. The Lying Game (8 december 2010)
2. Never Have I Ever (2 augusti 2011)
3. Two Truths and A Lie (7 februari 2012)